# Hinduistička božanstva
Hinduistička božanstva natprirodna su bića u hinduizmu i hinduističkoj mitologiji. Hinduizam može biti viđen kao politeistička, monoteistička ili ateistička religija. Razni vjerski pravci opisuju Vrhovno Biće na različite načine.
Najčešći nazivi za božanstva su deva i devi, tj. „bog” i „božica”. Kako se hinduizam širio, tako su božanstva ulazila u druge panteone, npr. japanski i indonezijski. Hinduistička su božanstva štovana i u Nepalu, kao i u Pakistanu.
Broj božanstava razlikuje se u tekstovima, kao i načini štovanja.
Vrhovna stvarnost poznata je kao Brahman. Božanstva su često viđena kao aspekti/inkarnacije Brahmana, koji je opisan bez roda. Glavna su hinduistička božanstva Višnu, Šiva, Lakšmi, Parvati i Brahma. Sekte/pravci jesu višnuizam, šivaizam i šaktizam.

## Trimurti i Tridevi
Koncept zvan Trimurti sastoji se od svetog trojstva Brahme, Višnua i Šive. Družice trojice bogova — božice Sarasvati, Lakšmi i Parvati — čine Tridevi. 

## Poveznice
- Dvospolni prikazi Boga u hinduizmu
  - Ardhanarishvara
  - Vaikuntha Kamalaja